# Monsta X
Monsta X (кор. 몬스타엑스, читається як Мо́нста екс; стилізується як MONSTA X) — південнокорейський поп-гурт, сформований у 2015 році компанією Starship Entertainment за результатами відбору у телешоу на виживання No.Mercy (укр. «Без милосердя»). Зараз офіційно до складу Monsta X належить 6 осіб: Шону, Мінхьок, Кіхьон, Хьонвон, Чжухані та Ай'Ем. Дебют гурту відбувся 14 травня 2015 року з мініальбомом Trespass та однойменною титульною композицією.

## Назва та фандом
Назву «Monsta X» можна розшифрувати двома способами. Перший — це «Монстри, які підкорюють кей-поп сцену», а другий — «Моя зірка» сумішшю французької та англійської — «Mon star». «Х» же позначає невідому сутність.
Офіційна назва фандому — Monbebe (кор. 몬베베). Вона утворилася як поєднання двох французьких слів — mon і bébé, що перекладаються як «мій» і «малюк» (у значенні, подібному до англійського «baby»). Вважається, що учасники гурту самі придумали цю назву.

## Творчість та сценічні образи
Monsta X стали відомими завдяки своїй потужній енергійній музиці та видовищним живим виступам. Типово для кей-поп гуртів, музика Monsta X є сумішшю багатьох жанрів: електропопу, R&B, EDM та хіп-хопу. Однак, це не завадило гуртові виробити власний впізнаваний музичний стиль. Цьому сприяло і тривале співробітництво з поетесою Со Чже Iм (서지음), яка є авторкою текстів до таких відомих пісень: «Stuck», «Unfair Love», «Fallin’», «Stealer», «Dramarama», «Jealousy», «Fighter», «Shoot Out», «Alligator», «Play it Cool (Korean Ver.)» та «Follow». Багатство візуальних образів та метафор використаних авторкою у текстах пісень стали фірмового ознакою Monsta X.
Окрему увагу слухачів завжди привертали b-side треки Monsta X. Досить часто учасники брали активну участь у створенні нових композицій, а Чжухон та Ай'Ем мали змогу випустити власні мікстейпи. Однією із сильних сторін гурту є, за визначенням оглядачів, музична різноманітність вдале поєднання голосів і реперів, і вокалістів.
Самі учасники гурту неодноразово застерігали від перенесення концертних образів на їхні особистості. За спостереженнями журналістів, самим учасникам Monsta X притаманні простота у повсякденному житті та працелюбність, які у результаті і стали важливими чинниками їхнього успіху. За словами журналістки журналу Dazed Тейлор Глесбі, «…особливий вид дружби [між учасниками], якій можна тільки позаздрити, приправлений сімейними суперечками, разом з успіхом Monsta X, здобутим не одразу і всупереч недооціненості, допомогли гуртові завоювати непохитну вірність фанатів». Відомим у фанатській спільноті вираженням цього стала фраза: «Коли ми разом, ми сяємо яскравіше», сказана лідером гурту Шону у цьому ж інтерв'ю Dazed. Інші журналісти та видання також відзначали особливо довірливий, як для індустрії, зв'язок з фанатською спільнотою (фандомом).
Завдяки активній регулярній діяльності за межами Південної Кореї Monsta X здобули популярність у різних частинах світу. Величезна частина фанатської спільноти гурту знаходиться в Японії, США, Близькому Сході, країнах Південно-Східної Азії, Латинської Америки та Європи.
Попри те, що реп-партії Чжухані є одним із фірмових ознак стилю Monsta X, проте нерідко саме його потужне звучання нерідко зазнавало критики як надто агресивне та важке для сприйняття.
Гурт, а також його учасники особисто відомі своєю підтримкою ЛГБТ+ спільноти. Назви альбомів, які входили до їхньої трилогії альбомів The Clan — «Lost», «Guilty», «Beautiful» разом зі словом «trilogy» — утворюють англійську абревіатуру LGBT, а перше музичне відео з цієї серії — на пісню «All In» — вийшло 17 травня, у Міжнародний день проти гомофобії та трансфобії. У ньому у тому числі розкривається тема протистояння людей з «інакшістю» тиску з боку суспільства.
Крім того, гурт неодноразово брав участь у благодійних проєктах. Так, у 2019 учасники гурту стали амбасадорами благодійної організації Good Neighbors International, до якої навесні 2020 пожертвували 100 млн вон (приблизно 84 тис. доларів США). Також мембери Monsta X брали участь у інших благодійних акціях. За їхнім прикладом до благодійності долучилось багато фанатів гурту.
Репери гурту Чжухані та Ай'Ем широко знані як автори та продюсери пісень. Так, станом на січень 2020 року за даними Korea Music Copyright Association (KOMCA) Чжухані з 109 композиціями посів 8 місце серед усіх кей-поп айдолів за кількістю закріплених за ним авторських прав, а Ай'Ем з 82 композиціями — дев'ятнадцяте.
Головний вокаліст гурту Кіхьон став відомим як «король саундтреків» завдяки їх виконанню до низки телесеріалів.
Водночас Monsta X знамениті своїми надвеликим витратами на харчування: у 2019 році в одному з інтерв'ю учасники зізналися, що в середньому на місяць їхні витрати на їжу становлять близько 27 тис. доларів США, а навесні 2020 року ця сума, за їхніми словами, вже була набагато більшою. Співробітники компанії офіційно відзначили особливу любов учасників гурту до їжі, особливо м'яса.

## Кар'єра

### Переддебютні часи
Гурт Monsta Х було сформовано у результаті телешоу на виживання No.Mercy, спільно організованого Starship Entertainment і телеканалом Mnet. Телешоу складалось з 10 епізодів, які транслювались щосереди. Його перший епізод з'явився на екранах у грудні 2014 року. Під час телешоу 12 трейні мали демонструвати свої вміння у різнопланових виступах. При підготовці виступів трейні співпрацювали з артистами Starship Ent. Водночас останні виконували роль журі у No.Mercy. За результатами оцінювання кожному з трейні присвоювалось місце у рейтингу — з 1 (найвище) по 12. Щотижня один учасник з найнижчим рейтингом мав покинути шоу. У заключному епізоді, який вийшов у ефір 11 лютого 2015 року, було обрано 7 учасників нового гурту: Чжухона, Шону, Кіхьона, Вонхо, Хьонвона, Ай'Ема (як трейні він приєднався до змагання у 8 епізоді No.Mercy) та Мінхьока. До дебюту Шону, Вонхо та Чжухон мали стати учасниками гурту Starship Ent. Nuboyz. Вони мали кілька пробних виступів, після чого їхній дебют було скасовано.=. Ай'Ем мав дебютувати у гурті під назвою Nu'Bility, але компанія збанкрутувала, і дебют не відбувся.
Ще до свого офіційного дебюту Monsta Х записали саундтрек під назвою «Приваблива жінка» (Attractable Woman) до дорами «Апельсиновий мармелад» (Orange Marmalade). Реліз саундтреку відбувся 1 травня, а показ дорами — 15, у день дебюту гурту. Також учасники Monsta X разом іншими артистами Starship Ent. взяли участь у зніманні для журналу Singles. Крім того, Кіхьон разом із артистами Starship Ent. Soyou та Giriboy записали трек «Pillow», а Чжухон з'явився у композиції «Coach Me» артистів San E. та Hyolyn.

### 2015: мініальбомиTrespassтаRush
Monsta X дебютували 14 травня 2015 року з мініальбомом Trespass та однойменними титульним треком та музичним відео. Напередодні, 13 травня, відбувся переддебютний шоукейс «MelOn Premiere», де було представлено дві пісні: «No Exit» і «Trespass». Оглядачі назвали «Trespass» «потужним та новаторським треком, який відображає унікальний стиль Monsta X, а також розкриває таланти його учасників».
20 травня вийшов спеціальний кліп до «Trespass» (ver. Prison Break), а 31 — до пісні «Honestly». За півтора місяця, 15 липня, Monsta X повернулись на сцену з цією композицією.
Шону та Вонхо з'явилися у кліпі «Shake It» жіночого гурту Starship Ent. SISTAR, що вийшов 22 червня/
Влітку цього року Чжухон став учасником шоу Show Me the Money телеканалу Mnet, діставшись третього раунду змагання, у якому репери змагаються перед журі.
1 серпня гурт був одним з учасників на KCON 2015 у Лос-Анджелесі, де мав спільний виступ з іншим кей-поп гуртом Got7. Це була перша поява Monsta X на американській сцені.
7 вересня відбувся реліз другого мініальбому Rush. Під час промоцій Monsta X представили новий шоукейс «MelOn Premiere» з піснями «Rush» та «Hero». Як відзначив учасник гурту Мінхьок, «У „Trespass“ ми демонстрували більш жорсткий та потужний стиль, а у „Rush“ ви зможете побачити нашу милу та грайливу сторону».
26 вересня було оприлюднено офіційну назву фандому — Monbebe, а 6 грудня Monsta X провели у Сінгапурі першу зустріч з фанатами.
1 жовтня Monsta X випустили одне зі своїх найпопулярніших музичних відео — «Hero» (Rooftop Ver.).
7 листопада 2015  Monsta X отримали свою першу нагороду на церемонії Melon Music Awards — 1theK Performance. Також гурт здобув низку інших нагород, посів  22-ге місце у топі продажів за 2015 рік серед усіх корейських артистів (18 місце серед чоловічих гуртів). мініальбом Trespass за продажами посів 61 місце, а Rush — 46.
Під час підготовки до випуску «Hero» Ай'Ем був травмований, у зв'язку з цим у грудні переніс операцію в середині грудня. Приблизно за місяць потому Мінхьок отримав розрив колінної зв'язки і був прооперований. Через серйозні травми двох учасників гурт мав тривалу перерву у повноцінних промоціях — до травня. Це негативно позначилося на його популярності.

### 2016: мініальбомиThe Clan 2.5 Part.1 LostтаThe Clan 2.5 Part.2 Guilty

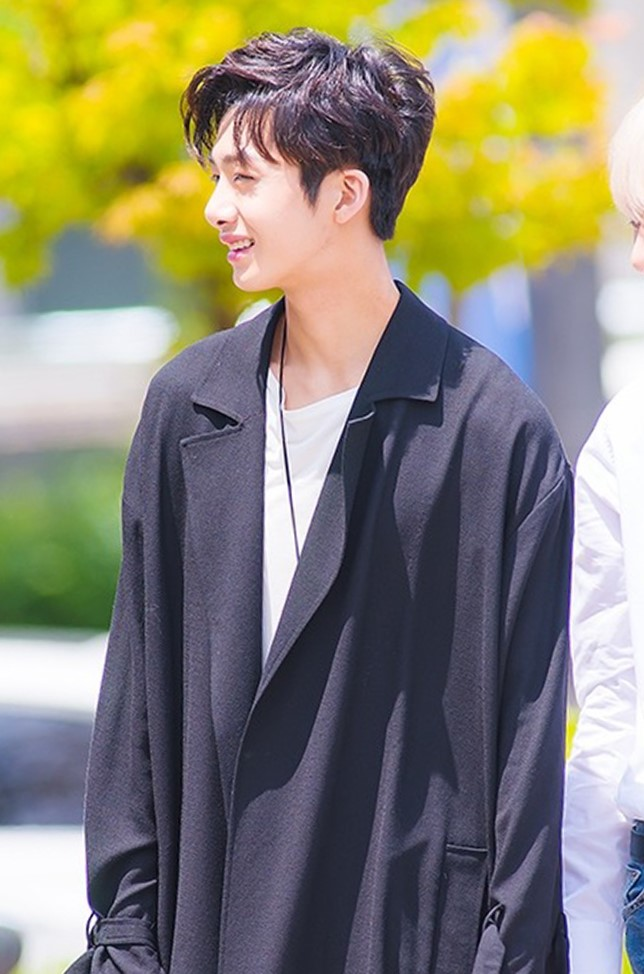
Хьонвон на зустрічі з фанатами, 21 травня 2016

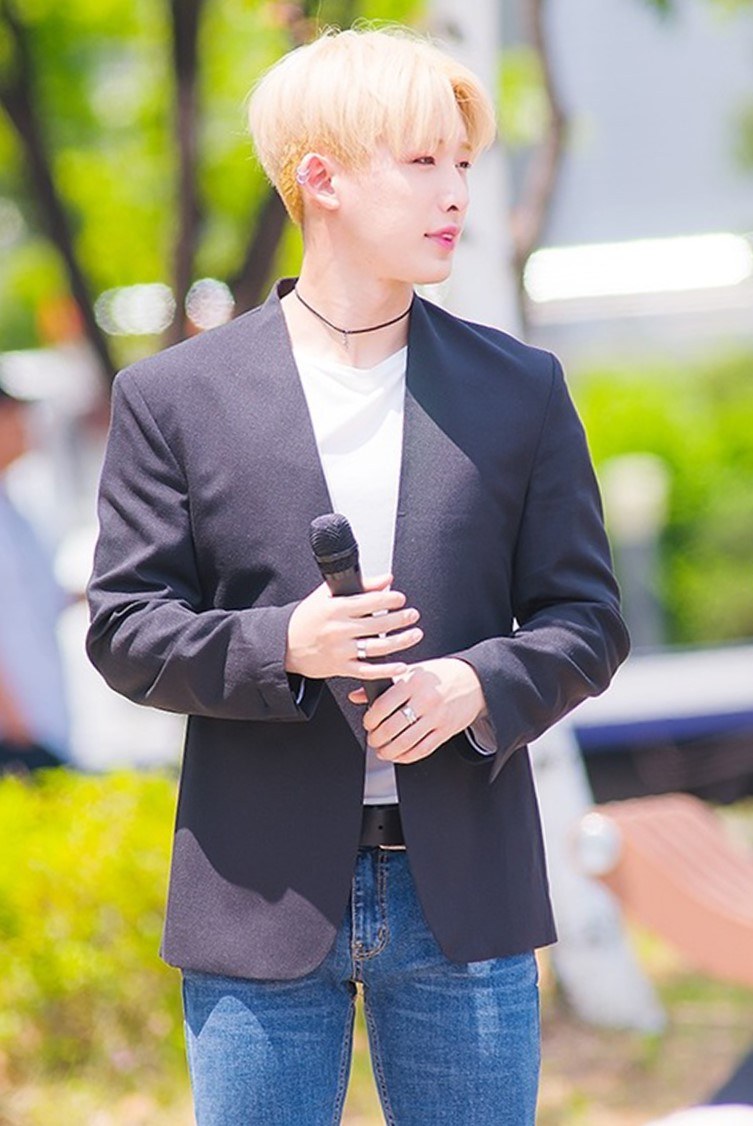
Вонхо на зустрічі з фанатами, 21 травня 2016 р.

2016 рік для Monsta X розпочався зі знімання телешоу Monsta X Right Now! Для гурту то було перше знімання у такому форматі. У квітні Monsta X взяли участь у зніманні китайського телешоу «Герої реміксу» (Heroes of Remix), яке у червні вийшло на телеекрани. Завданням учасників було, користуючись порадами наставників, створити ремікс на традиційну китайську пісню та виступити зі своїм творінням на сцені. Також Monsta X знялися у китайському вебсеріалі «Доброго вечора, вчителю» (Good Evening, Teacher), про який схвально відгукнулися місцеві глядачі.
Навесні гурт виступив на двох KCONax — в Абу-Дабі (ОАЕ) (25 березня) та Тібі (Японія) (9 квітня).
9 травня Monsta X представили композицію «Ex Girl», над якою працювали разом з Хвіін з жіночого кей-поп-гурту МАМАМОО («Мамаму»). У ній розповідається про романтичне почуття, яке поступово згасає. Ця пісня входила до нового мініальбому The Clan Pt. 1 Lost, реліз якого був запланований на 18 травня. Він дебютував на п'ятому рядку Billboard's World Albums Chart, де й залишався протягом двох наступних тижнів.
Музичне відео до головного треку цього альбому — «All In» зняв режисер Шин Донхьоль — переможець міжнародних кінофестивалів, відомий романтичним стилем своїх робіт. Сама пісня «All In» розповідає про доленосну любов, що виражено у рядках «Я ставлю на тебе все, що маю». Події у кліпі на «All In» відбуваються у іншій, ніж наша, реальності. У ньому розповідається про долі кількох героїв, кожен з яких пережив особисту трагедію. Їхні історії об'єднує тема захисту невинності у жорстокому світі, співчуття до чужих болю та втрати. За три доби це музичне відео набрало 1 млн переглядів на YouTube, а журналісти відзначили його драматичність, гарне поєднання з піснею та високу якість режисури.
16 та 17 липня Monsta X провели в Сеулі свій перший сольний концерт «The First Live „X-Clan Origins“». Квитки на нього були розпродані менше, ніж за 5 хвилин.
7 серпня вийшов спеціальний кліп на пісню «Stuck» з мініальбому «The Clan Pt. 1 Lost», який того місяця за переглядами посів 6 місце у світі.
4 жовтня вийшов у світ вже четвертий мініальбом — The Clan Pt. 2 Guilty, головною піснею у якому стала «Fighter». Альбом опинився на 3 місці у Billboard World Albums Chart. Також Monsta X провели низку зустрічей з фанатами у країнах Південно-Східної Азії.
Восени гурт записав дві версії пісні «The Tiger Moth», яка стала офіційним саундтреком до дорами «Король шопінгу Луї» (Shopaholic Louis).

#### Індивідуальні активності учасників
Хьонвон та Мінхьок були моделями на показі бренду MÜNN на Сеульському тижні моди (Seoul Fashion Week S/S 2017), що відбувся 17-22 жовтня. Також Хьонвон знявся у дорамі «Будь ласка, знайдіть її» (Please Find Her), яка вийшла на екрани у лютому наступного року. Шону знявся у реаліті-шоу «Закон джунглів» (Law of the Jungle), яке відбувалося у Папуа-Новій Гвінеї, а ще, разом із сімома іншими айдолами, у телешоу «Принц помади» (LipStick Prince), метою якого було «побороти упередження, що макіяж призначений тільки для жінок».
20 жовтня вийшла композиція «Madeleine» та музичне відео до неї. «Madeleine» спільно виконали Ай'Ем, BrotherSu та J.Han. При створенні кліпу автори надихалися вінтажним духом французької кінокомедії «Аттіла Марсель».
Чжухон як продюсер взяв участь у телешоу «Хіп-хоп плем'я» (Tribe of Hip-hop) телеканалу JTBC, а Шону — в танцювальному шоу Hit The Stage.

### 2017: альбомThe Clan Pt. 2.5: The Final Chapter 'Beautiful'та перший світовий турBeautiful

##### The Clan Pt. 2.5: The Final Chapter 'Beautiful'та перевиданняShine Forever
На початку 2017 року Monsta X розпочали знімання нового реаліті-шоу «Monsta X-Ray», яке вийшло на телеканалі JTBC2, а у березні гурт виступив на KCON 2017 у Мехіко (Мексика).
21 березня Monsta X випустили свій перший повноформатний альбом під назвою The Clan Pt. 2.5: The Final Chapter 'Beautiful'. Герой головної пісні альбому  — «Beautiful» — вражений красою іншої людини і не може відвести від неї погляду, навіть розуміючи, що ця людина є небезпечною і може завдати йому болю. Згадана у тесті пісні червона троянда символізує заборонену любов. У день випуску альбому також відбувся реліз кліпу на пісню «Beautiful». У цьому музичному відео кожен з членів гурту був представлений на фоні елегантних та вишуканих декорацій. Крім того, оглядачі віддали належне представленій у відео видовищній та технічно довершеній хореографії.
Альбом The Clan Pt. 2.5: The Final Chapter ‘Beautiful’ не потрапив до корейських чартів, проте приніс гуртові популярність за кордоном. У Billboard World Albums Chart він дебютував на першому місці. Цей альбом був третьою, заключною, частиною серії The Clan, до якої увійшли видані 2016 року The Clan Pt. 1 Lost та The Clan Pt. 2 Guilty.
3 квітня було оголошено, що Monsta X уклали контракт з новоствореним лейблом Mercury Tokyo — відділом компанії Universal Music Japan. Так розпочались промоції гурту в Японії. Незабаром — 14 квітня — вийшов спеціальний кліп на японську версію пісні «Hero», а  17 травня — перший японський альбом гурту, який теж називався «Hero». Він посів 2-ге місце у тижневому чарті Oricon та у Billboard Japan і перше — у щотижневому чарті Tower Records. Також у травні Monsta X виступили на KCON 2017 у Токіо (Японія).
19 червня альбом The Clan Pt. 2.5: The Final Chapter було перевидано під назвою Shine Forever. Крім матеріалів з оригінального альбому, до нього увійшли дві нові композиції: «Gravity» та «Shine Forever». Над текстом останньої працювали Чжухон та Ай'Ем, а сама пісня стала головним треком перевиданого альбому. Він здобув гарні позиції у світових та місцевих чартах.
Кліп на головну пісню альбому Shine Forever, що вийшов у день релізу альбому,  за добу зібрав 1,5 млн переглядів. Оглядачі відзначили його багате та довершене візуальне наповнення (його знімали на острові Чеджу), а також належну акторську гру учасників гурту. В цілому це музичне відео було охарактеризоване як «меланхолійне». Його складний та неоднозначний сюжет став основою для численних фанатських теорій щодо сенсу зображених у ньому подій.
У червні-вересні Monsta X провели свій перший світовий тур під назвою The First World Tour ‘Beautiful’. Всього гурт мав 18 концертів у 16 містах 11 країн світу: Сеулі, Гонгконзі, Чикаго, Нью-Йорку, Атланті, Далласі, Сан-Франциско, Лос-Анджелесі, Бангкоці, Парижі, Берліні, Москві, Тайбеї, Буенос-Айресі, Сантьяго та Мехіко. Ще один концерт мав відбутися у Джакарті, але його скасував місцевий організатор. Квитки на перші два концерти в Сеулі були розкуплені за хвилину, а на концерти гурту у США були всі розпродані. Через проблеми зі здоров'ям (інфекційне запалення сполучних тканин) Хьонвон був відсутній на низці концертів.
Того ж місяця — 27 липня вийшов «освіжаючий» цифровий сингл «Newton». У цій пісні йдеться про почуття людини, яку притягує до іншої подібно до того, як це робить сила гравітації, відкрита Айзеком Ньютоном. Кліп на «Newton» зняла студія SUNNYVISUAL. Темою цього відео є спогади про щасливі моменти, пережиті у колі друзів. «Newton» був частиною спільної рекламної кампанії Lipton та MelOn. Цей сингл досяг четвертої позиції Billboard's World Digital Song Sales Chart та першої — у китайському чарті QQ Music.

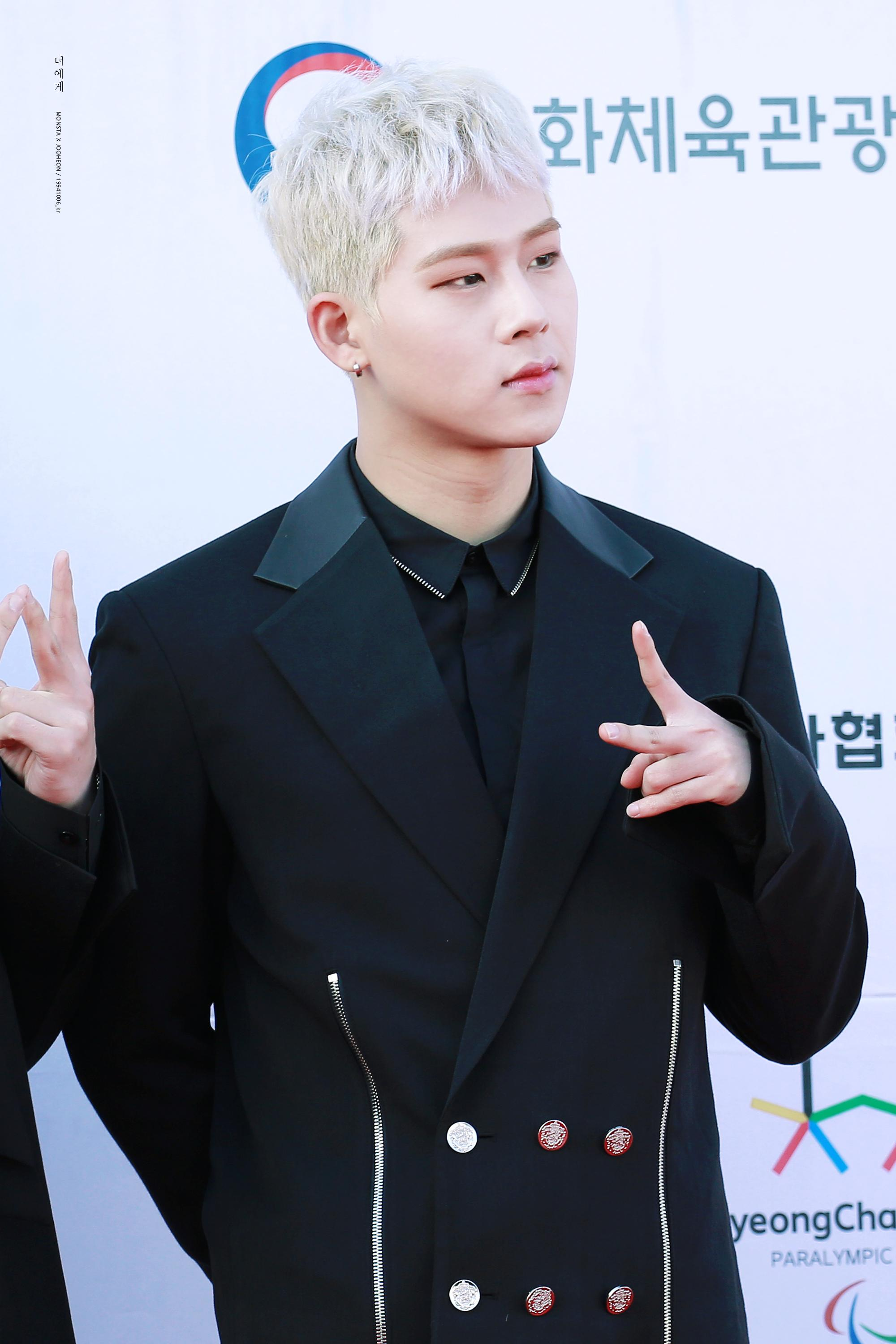
Чжухані (Чжухон) перед початком Dream concert у Пхьончхані, 4 листопада 2017

У серпні проходили японські промоції гурту. 1 серпня вийшов кліп на японську версію пісні «Beautiful», а 23 серпня відбувся реліз японських синглів «Beautiful» і «Ready or Not». «Beautiful» посіла перше місце у чартах Oricon, Tower Records та Billboard Japan. Також Monsta X з'явилися на головній сцені фестивалю Summer Sonic: 19 серпня в Осаці, а 20 — у Токіо. Крім того, у рамках промоцій гурт провів низку зустрічей з фанатами у різних містах Японії.
23 вересня Monsta X виступили на KCON 2017 у Сіднеї (Австралія).

##### Початок нової ери:The Code
7 листопада відбувся реліз 5-го мініальбому The Code та кліпу на його головну пісню «Dramarama». The Code дебютував на 2 рядку в чарті Billboard World Albums і на 4 — в Worldwide iTunes Album Chart.
Музичне відео на «Dramarama» розповідає історію, головною темою якої є особливий зв'язок між її героями (учасники гурту), який існує всупереч часу та долі. Саму пісню «Dramarama» оглядачі Billboard назвали найкращим, як на той момент, зразком характерної для гурту музики. Серед інших пісень нового мініальбому окрему увагу здобула, як її означили ті ж оглядачі, «тужлива» пісня «From Zero», спродюсована учасником гурту Вонхо.
14 листопада на музичному телешоу The Show Monsta X з піснею «Dramarama» виграли перший з моменту дебюту музичний трофей.
19 та 20 грудня гурт провів в Токіо два сольні концерти під назвою Monsta X, Christmas Party 2017.

#### Індивідуальні активності учасників
17 січня Чжухон випустив сольний трек «Rhythm» та кліп до нього. Текст до «Rhythm» засновувався на особистому житті артиста, а знімання відео відбулося у Гонгконзі.
10 червня Чжухон, Ай'Ем та Хьонвон виступили на великому EDM-фестивалі — Ultra Korea 2017. Тут Хьонвон дебютував у ролі діджея під сценічним іменем H.One. 7 грудня цього ж року він разом з KRIZ та Чжухоном випустив трек «1(ONE)», а 21 — спільно з учасниками JTBC Mix and the City трек «Just One More».
18 грудня відбувся реліз написаної і спродюсованої Чжухоном пісні «Lonely Christmas», яку виконали учасники Monsta X.

### 2018: перший повноформатний японський альбомPieceта другий світовий турThe Connect
31 січня вийшов японський сингл-альбом Spotlight; кліп на однойменну пісню вийшов ще 10 січня. «Spotlight» була першою оригінальною японською піснею гурту. Крім того, до альбому увійшла японська версія «Shine Forever». У березні Spotlight отримав золоту сертифікацію Асоціації звукозаписувальних компаній Японії (RIAJ). Це означає, що було продано понад 100 тис. копій альбому.
22 лютого було анонсовано другий світовий тур, який мав розпочатися з двох концертів, запланованих у Сеулі на 26 та 27 травня.
19 березня з'явилося окреме музичне відео «The Connect: D», яке виконувало функцію тизера. У ньому було представлено уривки з різних пісень майбутнього альбому. «The Connect: D» представляв частину оповіді, частину якої було продемонстровано у кліпі «Dramarama». У ньому продовжують розвиватися теми дружби, долі, а також надприродного зв'язку між людьми.
26 березня вийшов шостий мініальбом The Connect: Dejavu. До нього увійшло сім треків, серед них — «If Only» та «Special», участь у написанні яких взяли відповідно Вонхо та Чжухон. Альбом отримав високі оцінки слухачів, проте мав посередній успіх: він потрапив у чарти iTunes лише дев'яти країн. Найвищої позиції він досяг в американському iTunes, де опинився на 4-му місці. В один день з виходом альбому відбувся реліз кліпу на головну композицію альбому «Jealousy». З нею Monsta X знову вдалося здобути перемогу у корейському музичному шоу The Show на телеканалі SBS MTV.
За місяць після релізу The Connect: Dejavu — 25 квітня, вийшов перший повноформатний японський альбом «Piece». Його головний трек називався «Puzzle». До альбому увійшли японські версії вже відомих пісень гурту, які раніше вийшли як сингли, а також кілька нових композицій, зокрема написана Чжухоном «Aura». «Piece» посів перше місце у чарті Tower Records All Store, третє — у Oricon Weekly Album Chart та тижневому чарті японського Billboard. У квітні Monsta X провели свій перший японський тур.
2 травня гурт виступив на культурному фестивалі C-Festival 2018, організованому державними органами Південної Кореї. Окрім міжнародної презентації корейської культури, цей фестиваль мав рекламувати виставковий центр COEX, у якому він був організований.
З 26 травня по 26 серпня Monsta X вирушили у світовий тур Monsta X World Tour: The Connect у рамках якого гурт провів 25 концертів у 20 містах 12 країн світу, зокрема, 4 додаткові концерти в Японії, які відбулись 5-7 та 10 жовтня. Під час туру, під час перебування гурту у США, гурт відвідав місцеві радіостанції та телешоу «Build Series NYC», «Good Day NY», «AT&T THANKS Sound Studio» (Сан-Франциско), що викликало великий ажіотаж серед фанатів.
У той же час команда волонтерів з Rakuten Viki (відеострімінговий сервіс, який спеціалізується на азійській продукції) провела знімання 8-серійного документального фільму про учасників Monsta X When You Call My Name («Коли ти називаєш моє ім'я»), у якому також взяв участь номінований на Гремі американський співак та композитор Gallant. Його трансляція розпочалася 29 жовтня того ж року на Rakuten Viki та платформі Soompi.com.
1 серпня 2018 року відбувся японський камбек Monsta X з музичним відео на нову пісню «Livin' It Up», а 12 вересня вийшов японський сингл-альбом з композиціями «Livin' It Up» та «Black Swan». У чарті Billboard Japan він посів четверте місце.
7 жовтня було анонсовано другий повноформатний альбом Take.1 Are You There?, головним треком якого мала стати «Shoot Out». 9 листопада вийшла англомовна версія цього треку. Потужне та навіть агресивне звучання оглядачі схарактеризували як «ідеальний саундтрек, щоб під нього трощити речі». З цією піснею Monsta X отримали на чотирьох корейських музичних телешоу: SBS MTV The Show, MBC Music Show Champion, Mnet M!Countdown та KBS Music Bank. Це була перша низка перемог гурту. До того він мав по лише одній нагороді за пісні «Dramarama» та «Jealosy». Окрему увагу слухачів привернули до себе «Heart Attack», «Oh My!» та створена учасниками гурту «I Do Love U» («널하다»). 9 січня 2019 до неї вийшов спеціальний кліп.
Наприкінці року Monsta X взяли участь у Jingle Ball (концертні тури, які з 1995 року організовує медіакомпанія iHeartRadio). До того єдиними корейськими артистами, які брали у ньому участь, були BoA та PSY. Monsta X виступили на п'яти концертах Jingle Ball: у Лос-Анджелесі, Сан-Франциско, Міннеаполісі, Бостоні та Філадельфії. Гурт був на одній сцені з такими популярними американськими артистами як Шон Мендес, Каміла Кабельйо, Cardi B, Khalid,The Chainsmokers, 5 Seconds of Summer, Bebe Rexha тощо.

#### Індивідуальні активності учасників
20 лютого Ай'Ем випустив сольну композицію та кліп до неї під назвою «Fly With Me». Вона була спродюсована його власною командою CODA Crew. У «Fly With Me» йдеться про бажання зустріти людину, яка завжди буде на твоїй стороні.
31 серпня Чжухані випустив сольний мікстейп DWTD (Do What They Do). Того ж дня вийшов і кліп на композицію «Red Carpet» з цього мікстейпу. На KCON у Таїланді Чжухон разом з Ай'Емом та Шону виступив з композицією «Runway», яка теж входить до DWTD.
Кіхьон мав успішну виставку власних фоторобіт.

### 2019: альбомиTake 2: We Are HereтаFollow: Find You, третій світовий тур

##### АльбомTake 2: We Are Hereта третій світовий тур
20 січня Monsta X анонсували вихід нового альбому. У лютому Monsta X підтвердили, що починаючи з їхніх наступних промоцій англомовне сценічне ім'я Чжухона буде Joohoney (Чжухані).
18 лютого світ побачив третій повноформатний альбомом Take.2 We Are Here з головним треком «Alligator». Він виступив як ідейне продовження попереднього релізу Take.1 Are You There? Ще до виходу та оголошення назви Take.2 We Are Here вже потрапив у перелік десяти найочікуваніших k-pop альбомів 2019 року від Billboard. Після виходу він досяг 4-ї позиції в Billboard's World Albums Chart. 7 листопада Take.2 We Are Here отримав платинову сертифікацію чарту Gaon. Це означає, що було продано більше 250 тис. цього альбому.
В день релізу альбому — 18 лютого — також вийшов кліп на пісню «Alligator». Вважається, що його головною темою стали християнські сім смертних гріхів, щоправда, з деякими змінами. Окрім головної композиції «Alligator», окрему увагу слухачів привернули «потужна» «Rodeo», «солодка» «No Reason», у написанні якої взяв участь Вонхо, «освіжаюча» «Party Time», а також «Play It Cool», над яким Monsta X працювали разом з американським музичним продюсером Стівом Ейокі. Її відзначили як таку, що хочеться прослуховувати знову і знову. Сам альбом оглядачі схарактеризували як «потужний, полум'яний та життєрадісний».
Метафору алігатора у головній пісні альбому «Alligator» використано для позначення сильних почуттів людини, яка не хоче полишати предмет свого зацікавлення. З «Alligator» Monsta X здобули чотири перемоги на корейських музичних телешоу різних телеканалів: SBS MTV The Show, MBC Music Show Champion, Mnet M!Countdown та KBS Music Bank. На цих же шоу вони виступили з корейською версією «Play It Cool».
У березні Monsta X зі Стівом Ейокі випустили англомовну версію треку «Play It Cool» з альбому Take.2 We Are Here. 27 березня вийшло музичне відео саме до цієї версії.

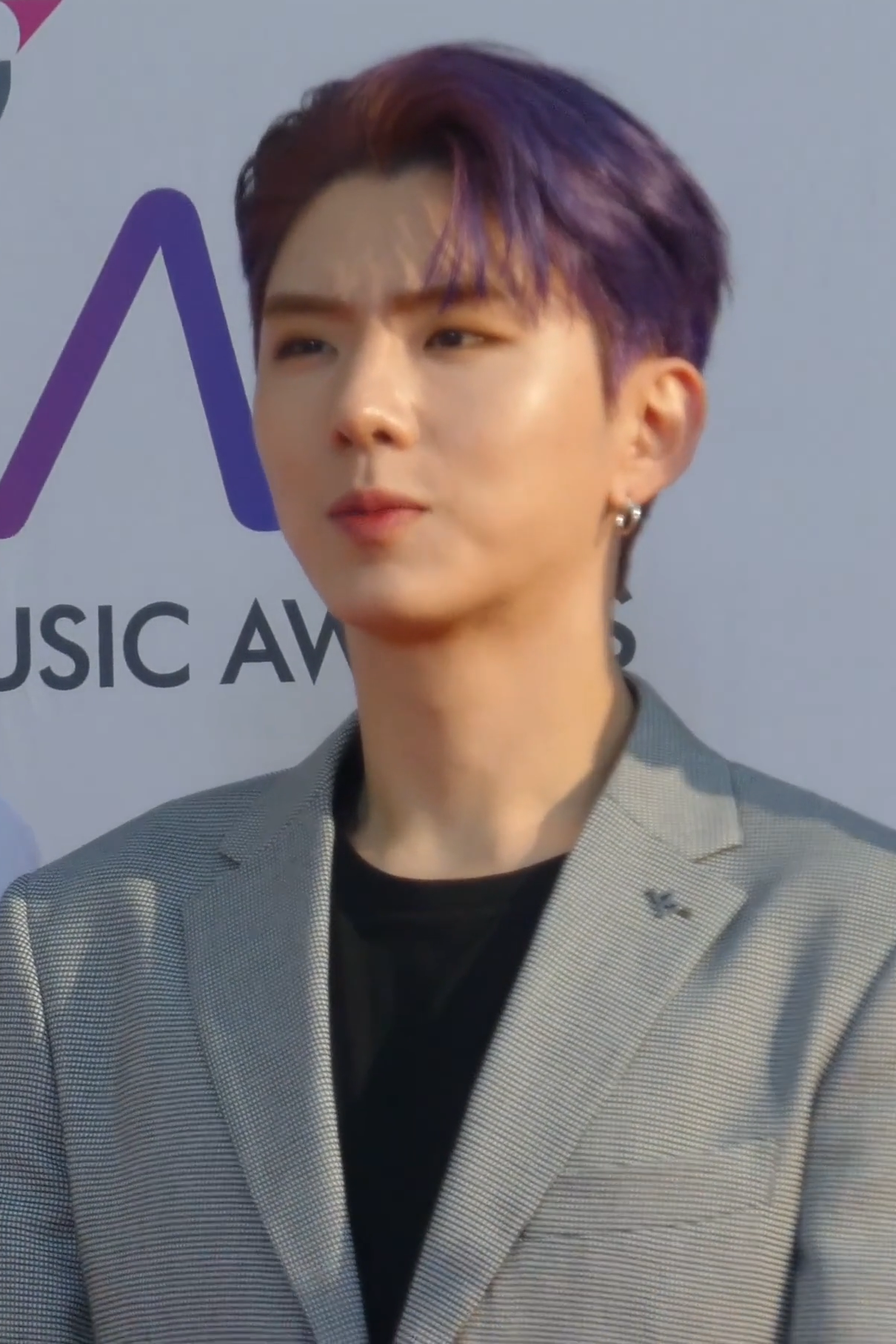
Кіхьон на премії The Fact Music Awards 24 квітня 2019

Також 27 березня відбувся реліз п'ятого японського сингл-альбому гурту під назвою Shoot Out. Крім японської версії однойменної пісні, до нього увійшов оригінальний трек «Flash Back», який поєднує в собі жорсткі біти та чуттєву лірику. Цей реліз посів перше місце у Tower Records’ Daily Sales Chart за 26 та 27 березня, та друге — у Oricon Daily Singles Chart за 27 березня. Крім того, Shoot Out опинився на першій позиції у тижневому чарті Tower Records, на другій — у Oricon's Weekly Singles Chart та Billboard Japan Hot 100. Shoot Out було нагороджено золотим сертифікатом Асоціації звукозаписувальних компаній Японії (RIAJ).
19 травня гурт виступив на All Family Music Festival (올 패밀리 뮤직 페스티벌, AFMF).
27 травня Monsta X з'явились в епізоді мультсеріалу компанії Cartoon Network We Bare Bears («Ми, звичайні ведмеді»). Мембери особисто озвучили своїх персонажів.
28 травня Monsta X для запису їхніх англійських пісень і розповсюдження музики за межами Південної Кореї підписали контракт з американським лейблом Epic Records.
11 червня Monsta X відвідали Норвегію, де виступили на концерті Voyage to K-POP у рамках святкування 60-річчя встановлення дипломатичних відносин між Південною Кореєю та Норвегією. Концерт відвідало багато офіційних осіб, у тому числі король Норвегії Гаральд V та президент Південної Кореї Мун Чже Ін разом зі своєю дружиною.
13 червня Monsta X за участю French Montana випустили свою другу англомовну пісню під назвою «Who Do U Love?» у стилі R&B. Вона стала першою композицією цього гурту та другою — будь-якого кей-поп гурту взагалі, яка потрапила до чарту Billboard Pop Songs Airplay, посівши у ньому 39 позицію. 21 червня відбулася прем'єра кліпу на цю пісню.
Влітку — з 1 червня по 10 серпня — Monsta X успішно провели свій третій світовий тур «We Are Here», виступивши у 18 містах 12 країн світу: Бангкоці, Куала-Лумпурі, Сіднеї, Мельбурні, Мадриді, Амстердамі, Парижі, Лондоні, Берліні, Сан-Паулу, Мехіко, Далласі, Г'юстоні, Атланті, Нью-Йорку, Чикаго та Лос-Анджелесі. Тур розпочався з дводенного концерту в Сеулі на Olympic Handball Gymnasium, що відбувся 13 та 14 квітня. Під час туру, 1 серпня Monsta X вперше з'явилися на американському телебаченні у телешоу «Good Morning America», де виконали свою англомовну композицію «Who Do U Love?».
8 серпня Monsta з'явилися у черговому епізоді ток-шоу Jimmy Kimmel Live, де вперше виконали свою композицію «Who Do U Love?».
20 вересня гурт випустив ще один англомовний трек під назвою «Love U», який журналісти Billboard оцінили як «солодку та грайливу поп-пісню». Цього ж дня вийшла ремікс-версія «Who Do U Love?» від Will.i.am.
Вдень 21 вересня гурт успішно виступив на фестивалі iHeartRadio Music Festival у Лас-Вегасі, де виконали свої пісні «Shoot Out», «Who Do You Love», «Fallin» та «Play It Cool». Останню композицію вони також виконали напередодні — ввечері 20 вересня разом зі Стівом Ейокі. Monsta X стали першим кей-поп гуртом, який виступив на цьому фестивалі.
25 вересня Monsta X з'явилися у популярному американському телешоу The Ellen DeGeneres Show («Шоу Елен Дедженерс»), де виконали свої композиції «Who Do U Love?» та «Oh My!».
4 жовтня Monsta X випустили свою третю англомовну пісню під назвою «Someone's Someone» — «гармонійну та свіжу за звучанням», у якій йдеться про прагнення стати значущою людиною у чиємусь житті. Ця композиція була створена у співавторстві учасниками американського гурту Before You Exit та лідером Monsta X Шону. 16 жовтня з'явився кліп на цю пісню.
9 листопада в ефірі лос-анджелеської радіостанції 102.7 KISS FM гурт представив англомовну версію «Shoot Out».

##### Початок нової ери: альбомFollow: Find You
22 жовтня вийшло музичне відео на пісню «Find You» з нового альбому Follow: Find You. Сюжетно цей кліп можна пов'язати з музичними відео «The Code: D» та «Dramarama». У ньому продовжують розкриватися теми дружби та долі.
28 жовтня гурт випустив свій сьомий мініальбом Follow: Find You, що містить вісім треків, серед яких головними були балада «Find You» та енергійніша композиція «Follow». За характеристикою журналіста Billboard Джефа Бенджаміна, він знаменував повернення до легшого звучання порівняно з попередніми релізами Take.1 Are You There? та Take.2 We Are Here. Інший музичний оглядач, Майкл Черіо, відзначив збалансованість альбому, у якому представлені як енергійні треки, так і балади, а також те, що при своєму різноманітті він зберіг характерне кей-поп звучання. У Billboard's World Albums Chart він досяг сьомої позиції. За даними південнокорейського чарту Gaon, всього було продано більше 200 тис. копій цього альбому.
30 жовтня Monsta X здобули нагороду від Міністра культури, спорту та туризму Республіки Корея на премії 2019 Korean Popular Culture & Arts Awards.
31 жовтня Вонхо опублікував рукописного листа, у якому йшлося про те, що він покидає Monsta X у зв'язку з тим, що «його особисті проблеми завдають шкоди багатьом людям» у тому числі іншим мемберам. Також він подякував фанатам і персоналу компанії за їхню любов і «можливість бути щасливим до цього моменту» та попросив їх надалі підтримувати решту членів гурту. Того ж дня Starship Ent. заявив, що віднині Monsta X буде діяти у складі шести учасників. Наступного дня — 1 листопада — Starship Ent. випустив офіційну заяву про розірвання ексклюзивного контракту з Вонхо, у якій також йшлося про те, що компанії нічого не було відомо про предмет чуток, які, як вважається, змусили Вонхо заявити про вихід з гурту. Також було заявлено, що Starship Ent. візьме участь у всіх подальших розслідуваннях, з цим пов'язаних.
Ці події призвели до надзвичайно великого резонансу у фанатській спільноті. Велика кількість корейських та іноземних фанатів зібралася біля будівлі, де на той час розташувався офіс Starship Ent. На її фасад вони чіпляли численні стікери з посланнями для Вонхо. Ця спонтанна акція вразила багатьох сторонніх спостерігачів. З'явилась величезна кількість різноманітних проєктів, метою яких було встановлення справедливості та, за можливості, повернення Вонхо до гурту.
14 березня Starship Ent. опублікував офіційну заяву про те, що у результаті п'ятимісячного розслідування 10 березня поліцією Сеула було доведено невинуватість Вонхо у звинуваченнях, які стали причиною його виходу з гурту у жовтні 2019 року.
6 грудня вийшов сингл «Middle of the Night», який згодом увійшов до нового англомовного альбому гурту All About Luv. Того ж дня було представлено кліп на цю пісню, знятий у ретро стилі, але з використанням сучасних світлових ефектів. Концепція цього музичного відео була описана як «проста, але водночас чуттєва та елегантна».
Перед початком Jingle Ball Tour у США гурт у складі п'яти осіб (без Чжухані) виступив на організований Chanel закритій вечірці No.5 In the Snow з чотирма піснями, серед яких були «Middle Of The Night» та «Play It Cool». Подія відбувалася у готелі The Standard розташованому на Мангеттені. Для цього виступу Monsta X були вбрані у речі Chanel, а також отримали від представників бренду коштовні подарунки. Перед початком вечірки Monsta X записали відео для Youtube-каналу Vogue.
У грудні гурт виступив на новорічних концертах у Міннеаполісі (9 грудня), Філадельфії (11 грудня) та Нью-Йорку (13 грудня) Jingle Ball Tour у США, організованих iHeartRadio, а також на B96 Pepsi Jingle Bash у Чикаго. А вже 17 та 18 грудня Monsta X провели різдвяні концерти в Японії.
20 грудня вийшов спільний трек «Magnetic» Monsta X і колумбійського співака Себастіана Ятри (Sebastian Yatra), виконаний англійською та іспанською мовами. Це була перша колаборація гурту з латиноамериканським виконавцем. Того ж дня вийшло і музичне відео на цю пісню.
21 грудня Monsta X разом зі Стівом Ейокі виступили головній сцені масштабного EDM-фестивалю MDL Beast Festival у Саудівській Аравії. Їхній виступ викликав захват у місцевої аудиторії.

#### Індивідуальні активності учасників
18 квітня Ай'Ем випустив мікстейп Horizon. Головна пісня з нього, «Horizon», була написана Ай'Емом у співпраці з американським виконавцем та автором пісень Elhae (Ільхе). У день релізу альбому на було представлено і кліп на «Horizon». Крім цієї композиції, до мікстейпу увійшла сольна пісня Ай'Ема «Scent». Восени на підтримку людей з вадами зору він записав аудіоверсії казок Оскара Вайлда «Кентервільський привид» та «Щасливий принц». Пізніше Ай'Ем та Шону озвучили інші твори: «Анабель Лі» Едгара Алана По та «Щоразу як бачу веселку в небі…» Вільяма Вордсворта.
28 червня Мінхьок за участі Чжухані випустив власний мікстейп «Ongsimi» та знятий до нього у Гонгконзі кліп.
З 20 жовтня Мінхьок разом з Джихьоном (NCT) та Найон (April) став постійним МС на музичному телешоу «Inkigayo» телеканалу SBS.

### 2020: англомовний альбомAll about Luv,мініальбомFantasia X,повноформатний альбомFatal Love

##### Перший англомовний альбомAll about Luv
11 січня гурт у складі 5 учасників особливо успішно виступив на концерті V HEARTBEAT Year End Party 2019 у найбільшому місті В'єтнаму Хошиміні. А вже 12 січня Starship Ent. випустив офіційну заяву, що у зв'язку з неналежним станом психологічного здоров'я (тривожний розлад) учасник гурту Чжухані тимчасово припиняє будь-яку публічну активність, а також запевнив, що артист отримає всю необхідну медичну допомогу.
18 та 19 січня на стадіоні Jamsil Arena у Сеулі, який вміщує 11 тис. глядачів, для членів офіційного фан-клубу Monsta X провели два концерти під загальною назвою MX HOME PARTY.
14 лютого Monsta X випустили свій перший англомовний альбом All About Luv. Він потрапив до Топ-5 чарту Billboard 200, першої десятки Rolling Stone 200, а також чартів Канади, Бельгії, Іспанії, Польщі, Франції, Японії, Португалії, Угорщини, Швейцарії та Шотландії. Він став першим повноформатним англомовним альбомом кей-поп гурту з 2010 року, коли гурт JYJ випустив The Beginning. У зв'язку з виходом альбому відбулися виступи з новими піснями та зустрічі з фанатами, у Лос-Анджелесі та Нью-Йорку. Загалом «All About Luv» розрахований на ширшу аудиторію, хоча зберігав, за словами мемберів, «дух кей-попу»; його звучання критики порівнювали з творчістю такого відомого поп-гурту як One Direction. Один з оглядачів сформулював таке загальне враження від альбому: «він дарує відчуття, що тебе люблять». Наприкінці року цей альбом було занесено до переліку кращих кей-поп альбомів 2020 року за версією американського журналу Time; до 25 найкращих альбомів 2020 року — за версією американського вебсайту новин PopCrush.
17 березня Monsta X з'явилися у американському телешоу The Kelly Clarkson Show, ведучою якого є відома титулована співачка Келлі Кларксон. На шоу гурт виконав пісню «You Can't Hold My Heart» з альбому All About Luv.
Monsta X разом з десятками інших учасників зі світу музики, геймінгу та мистецтва взяли участь у стрімінговому марафоні Twitch Stream Aid 2020, який відбувався 28-29 березня. Його було організовано стрімінговою платформою Twitch з метою збору коштів для спеціального фонду ВООЗ з допомоги постраждалим від COVID-19. А 11 квітня Monsta X стали хедлайнерами другого дня триденного музичного онлайн-фестивалю TrillerFest, у якому взяли участь більше ста артистів. Метою TrillerFest був збір коштів для благодійних фондів Recording Academy's MusiCares COVID-19 та NGO No Kid Hungry. У квітні Чжухані та Кіхьон записали відео з акустичним виконанням пісень з англомовного альбому у рамках проєкту MTV Unplugged at Home, спрямованого на підтримку людей, які перебувають на карантині у зв'язку з поширенням COVID-19. Також Кіхьон, як і багато інших корейських артистів, долучився до кампанії на подяку лікарям, які борються з COVID-19, що поширилася соціальними мережами. 25 травня гурт взяв участь у благодійному онлайн-концерті TikTok Stage Live From Seoul.
25 березня було опубліковано офіційну інформацію про те, що Чжухані відновлює свою активність та візьме участь у найближчому камбеці гурту, запланованому на травень 2020 року.
31 березня публіці було представлено музичне відео на японський сингл-альбом Wish On the Same Sky, у якому знялися 5 членів гурту. 15 квітня відбувся реліз цього синглу, до якого також увійшла японська версія головного треку «Follow» з їхнього корейського альбому Follow: Find You. Пісня «Wish On the Same Sky» присвячена людям, які починають своє життя далеко від свого дому. У ній йдеться про почуття самотності та тривоги, яке виникає, коли твоє життя продовжується далеко від рідних місць. «Wish On the Same Sky» посів перше місце у японських чартах Tower Records, Oricon and Line Music. Згідно з даними Tower Records за перше півріччя, «Wish On the Same Sky» посів перше місце за продажами серед усіх кей-поп синглів, релізи яких відбулися у Японії.
17 квітня Monsta X випустили кліп на пісню «You Can't Hold My Heart» з їхнього англомовного альбому.

##### МініальбомFantasia X
13 квітня Starship Ent. повідомив про запланований на 11 травня вихід нового мініальбому Fantasia X, але невдовзі його реліз, як і всі супутні промоції, було перенесено на два тижні — на 26 травня у зв'язку з неналежним станом здоров'я лідера гурту Шону.
14 травня було опубліковано офіційне повідомлення про відкладення світового концертного туру, який мав відбутися у червні та липні, доки у світі не стабілізується епідемічна ситуація, порушена розповсюдженням COVID-19.
Зрештою, 26 травня відбувся реліз восьмого мініальбому гурту Fantasia X та розпочалися його промоції з презентації шоукейсу та випуску музичного відео на головну пісню альбому «Fantasia», яке менше, ніж за три доби набрало 20 млн переглядів на YouTube. За оцінками оглядачів, альбом Fantasia X за важким EDM-звучанням нагадував японські релізи гурту. Оглядачі звернули увагу на енергійність та динамічність пісень нового альбому, те, що три з семи його пісень було створено самими учасниками гурту, а також розкішну візуальну складову музичного відео, оригінальні сценічні образи, продемонстровані під час промоцій. За твердженням самих учасників гурту, цей альбом покликаний продемонструвати незламність їхнього духу та прагнення рухатися далі.
Тритижневі промоції розпочалися 28 травня з виступу на шоу M!Countdown телеканалу Mnet з піснями «Stand Up», «Flow» та «Fantasia» з нового альбому. У музичному телешоу The Show Monsta X здобули єдину за ці промоції нагороду. Альбом Fantasia X дебютував на 6 рядку чарту Billboard World Albums, а сингл «Fantasia» — на 19 місці World Digital Song Sales. У липні Fantasia X отримав платинову сертифікацію від південнокорейського чарту Gaon.
У червні гурт з'явився в одному з епізодів Travel at Home («Подорожуємо вдома») телеканалу SBS MTV. У цьому шоу айдоли разом зі своїми фанатами-глядачами проводять віртуальну мандрівку Південною Кореєю.
Monsta X разом з такими гуртами та соло-виконавцями як Ateez, The Boyz, AB6IX, Stray Kids, Oneus, Cravity, Kang Daniel, MAMAMOO, Everglow, GFRIEND, IZ*ONE та багатьма іншими було занесено до переліку учасників музичного онлайн-фестивалю KCON: TACT 2020 Summer, який відбувся 20-26 червня
9 серпня Monsta X провели сольний онлайн концерт, що транслювався на платформі LiveXLive Monsta X Live: From Seoul with Luv.
27 вересня Monsta X разом із іншими артистами взяли участь в онлайн-концерті 2020 SUPER ON: TACT, організованому телеканалом SBS.
Учасників Monsta X було обрано амбасадорами антикорупційного руху на Міжнародній антикорупційній конференції (Inernational Anti-corruption conference, IACC 2020) міжнародної правозахисної організації Tranparency International.

#### Третій повноформатний альбомFatal Love
5 жовтня було оголошено, що на 2 листопада запланований вихід нового повноформатного альбому під назвою Fatal Love. Реліз відбувся у заплановану дату і супроводжувався так званим «камбек-шоу», у якому було представлено сам альбом, а також музичним кліпом на головну пісню релізу «Love Killa». Загалом композиції Fatal Love представляють типове для гурту звучання. Також вийшла японська версія головного теку альбому «Love Killa». Протягом промоцій, що тривали 2 тижні, гурт здобув дві нагороди корейських музичних телешоу — The Show та Show Champion. У перший тиждень після виходу «Love Killa» посів, за даними південнокорейського чарту Gaon, перше місце за фізичними продажами,=, а також перше місце за світовими фізичними продажами у листопаді — за даними чарту Hanteo. 4 грудня вийшов музичний кліп на японську версію «Love Killa». У грудні Fatal Love отримав платинову сертифікацію від Gaon. У січні 2021 року спродюсований Хьонвоном трек «Nobody Else» з цього альбому потрапила до першої десятки Billboard World Digital Song Sales Інша пісня з альбому, «Night View», посіла 13 місце у цьому ж чарті.

#### Індивідуальні активності учасників
15 березня спродюсована Вонхо композиція «From Zero» у чарті iTunes Top Songs для США досягла 29 позиції і першої — у iTunes’ K-Pop Song. Це найвище місце у цьому чарті, яке будь-коли займали пісні Monsta X. «From Zero» потрапила до чартів iTunes 41 країни. 24 березня «From Zero», що вийшла ще у 2017 році у альбомі The Code, опинилася на першій позиції у чарті Billboard World Digital Song Sales. У такий спосіб — масовою покупкою пісні — фанати відзначали офіційну заяву про зняття з Вонхо звинувачень.
30 березня стало відомо, що за час своєї тимчасової перерви від публічної активності Чжухані створив одну з композицій, «Jumper», для першого альбому нового гурту Starship Ent. — Cravity.
8 квітня Кіхьон та Мінхьок виступили у ролі ведучих у телешоу Weekly Idol, гостями якого став кей-поп гурт Oneus.
10 квітня Вонхо як сольний артист та продюсер уклав ексклюзивну угоду з дочірньою компанією Starship Ent. — Highline Entertainment. Того ж дня було запущено його офіційні сторінки у соціальних мережах. 7 травня стало відомо, що він увійшов до кола артистів американського лейблу Maverick, який входить до Warner Music Group.
11 квітня сольний трек Чжухані «Red Carpet», що вийшов ще 2018 року, потрапив на 16 позицію чарту Billboard World Digital Song Sales. У такий спосіб фанати відзначили повернення Чжухані на сцену після тривалої перерви на лікування;
18 квітня вийшла спільна композиція Ай'Ема та Elhae (Ільхе) «Need to Know». Також він вперше один з'явився на ток-шоу — Talk Talk Information Brunch.
30 липня вийшов перший епізод організованого студією Naver NOW шоу VogueShip Show, головним героєм якого є Мінхьок, що запрошує до своєї студії різних осіб. З 26 серпня Мінхьок разом з Інхьоком (Super Junior) став співведучим вебшоу Back to the Idol, гостями якого є молодші айдоли.
9 жовтня відбувся реліз мікстейпу Чжухані PSYCHE та кліпу на головний трек з нього «SMOKY». Назва мікстейпу «Psyche» — це давньогрецьке слово на позначення понять «душа» та «дух». Це відображає той факт, що темою мікстейпу є автобіографічна історія Чжухані, а також його розмірковування про успіх та невдачу у житті. 21 жовтня вийшло музичне відео до треку «PSYCHE» з цього ж мікстейпу.
Мінхьок взяв участь у телешоу «The King of Mask Singer», пройшовши три раунди змагання.
Шону, як один із чотирьох суддів, взяв участь у зніманні шоу талантів телеканалу Mnet «CAP-TEEN».

### 2021
10 лютого Monsta X представили новий японський сингл «Wanted», а 13  —  кліп до нього. 10 березня відбувся реліз фізичної версії «Wanted», до цього сингл-альбому також увійшла пісня «Neo Universe». Порівняно з попередніми японськими релізами гурту, цей сингл вирізнявся більш м'яким звучанням. «Wanted» посів 2-е місце в японському щотижневому чарті Oricon (8-14 березня) та на щотижневому чарті Tower Records (8-14 березня, 15-21 березня).

#### Індивідуальні активності учасників
19 лютого вийшов сольний мініальбом Ай'Ема DUALITY  з головною піснею «God Damn». Того ж дня вийшов і кліп до неї. У прес-релізах неодноразово підкреслювалась відмінність «декадентського та меланхолійного»  стилю цього релізу від типового звучання пісень Monsta X. Загалом ця робота була гарно сприйнята публікою, потрапивши як до корейських, так і іноземних чартів. Так, у день релізу його композиції посідали провідні позиції у корейських чартах Melon та Bugs, у перші два дні після релізу DUALITY  мав перше місце у Worldwide iTunes Album Chart, а одразу після виходу  —  перше місце чартів iTunes у 18 країнах та регіонах світу, а за кілька тижнів після релізу всі пісні мініальбому потрапили до чарту Billboard World Digital Song Sales.

## Учасники
| Сценічне ім'я    | Сценічне ім'я   | Сценічне ім'я   | Справжнє ім'я   | Справжнє ім'я   | Справжнє ім'я   | Дата народження            | Позиція в гурті                     | Місце народження                   |
| Українською      | Хангилем        | Латиницею       | Українською     | Хангилем        | Латиницею       | Дата народження            | Позиція в гурті                     | Місце народження                   |
| Дійсні учасники  | Дійсні учасники | Дійсні учасники | Дійсні учасники | Дійсні учасники | Дійсні учасники | Дійсні учасники            | Дійсні учасники                     | Дійсні учасники                    |
| ---------------- | --------------- | --------------- | --------------- | --------------- | --------------- | -------------------------- | ----------------------------------- | ---------------------------------- |
| Шону             | 셔누            | Shownu          | Сон Хьон У      | 손현우          | Son Hyunwoo     | 18 червня 1992 (33 роки)   | Лідер, вокаліст, головний танцюрист | Сеул, Південна Корея               |
| Мінхьок          | 민혁            | Minhyuk         | Лі Мін Хьок     | 이민혁          | Lee Minhyuk     | 3 листопада 1993 (31 рік)  | Вокаліст, танцюрист                 | Кванджу, Південна Корея            |
| Кіхьон           | 기현            | Kihyun          | Ю Кі Хьон       | 유기현          | Yoo Kihyun      | 22 листопада 1993 (31 рік) | Головний вокаліст, танцюрист        | Сеул, Південна Корея               |
| Хьонвон          | 형원            | Hyungwon        | Че Хьон Вон     | 채형원          | Chae Hyungwon   | 15 січня 1994 (31 рік)     | Головний танцюрист, вокаліст        | Кванджу, Південна Корея            |
| Чжухані          | 주헌            | Joohoney        | Лі Чжу Хон      | 이주헌          | Lee Jooheon     | 6 жовтня 1994 (30 років)   | Головний репер, вокаліст            | Дайгу, Південна Корея              |
| Ай'Ем            | 아이엠          | I.M             | Ім Чан Гюн      | 임창균          | Im Changkyun    | 26 січня 1996 (29 років)   | Репер, вокаліст                     | Кванджу, Південна Корея            |
| Колишні учасники |                 |                 |                 |                 |                 |                            |                                     |                                    |
| Вонхо            | 원호            | Wonho           | Лі Хо Сок       | 이호석          | Lee Hoseok      | 1 березня 1993 (32 роки)   | Вокаліст, танцюрист                 | Санбон-дон, Кунпхо, Південна Корея |

## Дискографія

### Корейські альбоми

#### Повноформатні альбоми
- The Clan Pt. 2.5: The Final Chapter (2017)
- Take.1 Are You There? (2018)
- Take.2 We Are Here (2019) [Архівовано 20 лютого 2021 у Wayback Machine.]
- Fatal Love (2020)

#### Мініальбоми
- Trespass (2015)
- Rush (2015)
- The Clan Pt. 1 Lost (2016)
- The Clan Pt. 2 Guilty (2016)
- The Code (2017)
- The Connect: Dejavu (2018)
- Follow: Find You (2019)
- Fantasia X [Архівовано 7 лютого 2022 у Wayback Machine.] (2020) [Архівовано 7 лютого 2022 у Wayback Machine.]

### Перевидання (репаки)
- Monsta X Album Vol. 1 — Shine Forever (Repackage) (2017)

### Японські альбоми
- Piece (2018)
- Phenomenon (2019)

### Англомовні альбоми
- All About Luv (2020) [Архівовано 15 березня 2020 у Wayback Machine.]

### Саундтреки
| Рік  | Виконавець                           | Пісня                                   | Твір                                                                            | Прим.   |
| ---- | ------------------------------------ | --------------------------------------- | ------------------------------------------------------------------------------- | ------- |
| 2011 | Шону                                 | «Now I Know»                            | телесеріал «Врятувати боса» (Protect the Boss)                                  | [ 239 ] |
| 2015 | Чжухон та Кіхьон                     | «Attracted Woman»                       | телесеріал «Апельсиновий мармелад» (Orange Marmalade)                           | [ 240 ] |
| 2015 | Junggigo (feat. Jooheon of Monsta X) | «Similar»                               | телесеріал «Маска» (Mask)                                                       | [ 241 ] |
| 2015 | Кіхьон                               | «One More Step»                         | телесеріал «Вона була прекрасна» (She Was Pretty)                               | [ 242 ] |
| 2016 | Кіхьон                               | «Tiger Moth»                            | телесеріал «Король шопінгу Луї» (Shopaholic Louis)                              | [ 243 ] |
| 2017 | Monsta X                             | «Whale Hunting»                         | MMORPG «Great Ocean»                                                            | [ 244 ] |
| 2017 | Кіхьон                               | 정이 들어 버렸어 («I've Got a Feeling») | телесеріал «Підозрілий партнер» (Suspicious Partner)                            | [ 243 ] |
| 2018 | Чжухон та Кіхьон                     | «Can't Breathe»                         | телесеріал «Партнери для справедливості» (Partners for Justice)                 | [ 243 ] |
| 2018 | Кіхьон та Seola (WJSN)               | «Love Virus»                            | телесеріал «Що трапилось із секретарем Кім?» (What's Wrong with Secretary Kim?) | [ 243 ] |
| 2019 | Monsta X                             | «Breathe For You»                       | телешоу Puppy Day (with TWOTUCKGOM)                                             | [ 245 ] |
| 2020 | Кіхьон                               | «Again Spring»                          | телесеріал «Ласкаво просимо» (Meow, The Secret Boy)                             | [ 246 ] |
| 2020 | Monsta X                             | «Reckless»                              | телешоу MONSTA X's Newtroland (with TWOTUCKGOM)                                 | [ 247 ] |
| 2020 | Шону та Мінхьок                      | «Have a Goodnight»                      | вебкомікс She's My Type!                                                        | [ 248 ] |
| 2020 | Кіхьон                               | «To Be With You»                        | телесеріал «До До Соль Соль Ля Ля Соль» (Do Do Sol Sol La La Sol)               | [ 249 ] |
| 2020 | Шону                                 | «I'll Be There»                         | телесеріал «Історія дев'ятихвостого лиса» (Tale of the Nine Tailed)             | [ 250 ] |
| 2020 | Monsta X ft. Snoop Dogg              | «How We Do»                             | фільм «Губка Боб: Втеча Губки» (The SpongeBob Movie: Sponge on the Run)         | [ 251 ] |
| 2020 | Kei (Lovelyz) та Чжухані             | «Ride or Die»                           | телесеріал «Продовжуй» (Run On)                                                 | [ 252 ] |

### Мікстейпи та альбоми учасників
| Дата       | Автор                   | Назва                  | Головний трек           |
| ---------- | ----------------------- | ---------------------- | ----------------------- |
| 27.12.2015 | Чжухон                  | RAPPIN                 | «RAPPIN»                |
| 05.05.2016 | Ай'Ем                   | WHO AM I               | «WHO AM I (feat.YESEO)» |
| 17.01.2017 | Чжухон                  | Rhythm                 | «Rhythm»                |
| 21.07.2017 | Чжухон x Ай'Ем          | 친구해 (BeMyFriend)    | «친구해 (BeMyFriend)»   |
| 20.02.2018 | Ай'Ем                   | Fly With Me            | «Fly With Me»           |
| 31.08.2018 | Чжухані                 | DWTD (Do What They Do) | «RED CARPET»            |
| 18.04.2019 | Ай'Ем                   | HORIZON                | «HORIZON (with.ELHAE)»  |
| 28.06.2019 | Мінхьок (feat. Чжухані) | 옹심이 (Ongshimi)      | «옹심이»                |
| 09.10.2020 | Чжухані                 | PSYCHE                 | «SMOKY»                 |
| 19.03.2021 | Ай'Ем                   | DUALITY (мініальбом)   | «God Damn»              |

## Концертні тури

### Азійські тури
- The First Live «X-Clan Origins» (2016—2017)
- Japan First Live Tour «Piece» (2018)

### Світові тури
- The First World Tour «Beautiful» (2017)
- The Second World Tour «The Connect» (2018)
- The Third World Tour «We Are Here» (2019)
- The Fourth World Tour (початково 2020,[253] перенесено на 2021[254])

## Участь у фотосесіях та рекламних кампаніях

### Рекламні кампанії
| Рік         | Бренд / товар                                                                                             | Учасники                                | Прим.           |
| ----------- | --- | --------------------------------------- | --------------- |
| 2015 - 2019 | Бренд одягу Litmus                                                                                        | Monsta X                                | [ 255 ]         |
| 2015        | Адаптер для домашнього телебачення «티빙스틱 (tving stick)»                                               | Monsta X                                | [ 256 ]         |
| 2016        | Телекомунікаційна компанія KT, проєкт «Y-Teen»                                                            | Monsta X разом з сімома учасницями WJSN | [ 257 ]         |
| 2017        | Бренд спортивного одягу Карра                                                                             | Monsta X                                | [ 258 ]         |
| 2017        | Косметичний бренд ADDICTION, рідкі рум'яна                                                                | Шону разом з учасницею DIA Єбін (Yebin) | [ 259 ]         |
| 2018        | Бренд лінз LensTown, лінійка «MnX Lens»                                                                   | Monsta X                                | [ 260 ]         |
| 2018        | Косметичний бренд Tony Moly, лінійка тінітів «Lip Tone Get It Tint»                                       | Monsta X                                | [ 261 ]         |
| 2019 — 2023 | Бренд одягу Litmus                                                                                        | Monsta X                                | [ 262 ]         |
| 2019        | Торгові центри Doota Duty Free та Doota Mall                                                              | Monsta X                                | [ 263 ]         |
| 2019        | Tony Moly, продукція для догляду за шкірою                                                                | Monsta X                                | [ 264 ]         |
| 2019        | Бренд одягу Smart Uniform Korea                                                                           | Monsta X                                | [ 265 ]         |
| 2019        | Бренд Pepsi, трек «Cool Love»                                                                             | Хьонвон разом з учасником VIXX Хонбіном | [ 266 ]         |
| 2019        | TWOTUCKGOM, 7 персонажів — «ведмедиків з двома підборіддями», які символізують кожного з учасників гурту. | Monsta X                                | [ 268 ]         |
| 2020        | Туалетна вода L1212 бренду Lacoste                                                                        | Чжухані                                 | [ 269 ]         |
| 2020        | Рекламна кампанія ноутбука Macbook компанії Apple                                                         | Ай'Ем                                   | [ 270 ]         |
| 2020        | Бренд спортивного одягу UNDER ARMOUR                                                                      | Шону                                    | [ 271 ]         |
| 2020 —      | Продукція бренду Moschino                                                                                 | Шону                                    | [ 272 ] [ 273 ] |
| 2021        | Онлайн-додаток UNIVERSE                                                                                   | Monsta X                                | [ 274 ]         |
| 2021        | Бренд косметики Urban Decay, палетки NAKED                                                                | Monsta X                                | [ 275 ]         |

### Фотосесії
| Дата випуску | Видання                | Учасники                                      | Прим.           |
| ------------ | ---------------------- | --------------------------------------------- | --------------- |
| 03.2015      | Singles Korea          | Monsta X разом іншими артистами Starship Ent. | [ 276 ]         |
| 01.2016      | Singles Korea          | Шону та Мінхьок                               | [ 277 ]         |
| 07.2016      | InStyle Korea          | Шону                                          | [ 278 ]         |
| 10.2016      | High Cut               | Monsta X                                      | [ 279 ]         |
| 12.2020      | High Cut               | Кіхьон разом іншими артистами Starship Ent.   | [ 280 ]         |
| 01.2017      | Cosmopolitan Korea     | Monsta X                                      | [ 281 ]         |
| 05.2017      | Dazed & Confused Korea | Monsta X                                      | [ 282 ]         |
| 05.2017      | Singles Korea          | Monsta X разом іншими артистами Starship Ent. | [ 283 ]         |
| 12.2017      | CéCi Korea             | Monsta X                                      | [ 284 ]         |
| 12.2017      | High Cut               | Monsta X разом іншими артистами Starship Ent. | [ 285 ]         |
| 02.2018      | Città Bella China      | Шону                                          | [ 286 ]         |
| 07.2018      | CéCi Korea             | Вонхо та Мінхьок                              | [ 287 ]         |
| 08.2018      | GQ Korea               | Шону та Вонхо                                 | [ 288 ]         |
| 10.2018      | Bling                  | Чжухон                                        | [ 289 ]         |
| 10.2018      | Dazed & Confused Korea | Шону та Вонхо                                 | [ 290 ]         |
| 12.2018      | MAPS                   | Вонхо та Мінхьок                              | [ 291 ] [ 292 ] |
| 12.2018      | Nylon Korea            | Monsta X разом іншими артистами Starship Ent. | [ 293 ]         |
| 01.2019      | Singles Korea          | Monsta X                                      | [ 294 ]         |
| 03.2019      | Grazia                 | Вонхо та Хьонвон                              | [ 295 ]         |
| 06.2019      | Elle Korea             | Вонхо                                         | [ 296 ]         |
| 06.2019      | Dazed & Confused Korea | Хьонвон                                       | [ 297 ]         |
| 07.2019      | Allure Korea           | Хьонвон                                       | [ 298 ]         |
| 08.2019      | Elle Korea             | Шону та Вонхо                                 | [ 299 ]         |
| 10.2019      | Beauty+                | Шону                                          | [ 300 ]         |
| 11.2019      | GQ Korea               | Хьонвон                                       | [ 301 ]         |
| 11.2019      | Dazed & Confused Korea | Вонхо                                         | [ 302 ]         |
| 05.2020      | Harper's Bazaar Korea  | Шону, Мінхьок та Чжухані                      | [ 303 ]         |
| 05.2020      | MAPS                   | Ай'Ем                                         | [ 304 ]         |
| 05.2020      | Nylon Korea            | Хьонвон                                       | [ 305 ]         |
| 05.2020      | Dazed & Confused Korea | Кіхьон                                        | [ 306 ]         |
| 06.2020      | W Korea                | Кіхьон та Шону                                | [ 307 ]         |
| 06.2020      | Vogue Korea            | Чжухані та Ай'Ем                              | [ 308 ]         |
| 06.2020      | Singles Korea          | Мінхьок                                       | [ 309 ]         |
| 06.2020      | Dazed & Confused Korea | Хьонвон                                       | [ 306 ]         |
| 07.2020      | MAPS                   | Кіхьон                                        | [ 310 ]         |
| 07.2020      | Dazed & Confused Korea | Мінхьок                                       | [ 306 ]         |
| 08.2020      | Dazed & Confused Korea | Чжухані                                       | [ 311 ]         |
| 09.2020      | Cosmopolitan Korea     | Шону                                          | [ 312 ]         |
| 09.2020      | Dazed & Confused Korea | Ай'Ем                                         | [ 313 ]         |
| 10.2020      | Dazed & Confused Korea | Шону                                          | [ 314 ]         |
| 10.2020      | 1st Look               | Шону                                          | [ 315 ]         |
| 11.2020      | MAPS                   | Мінхьок                                       | [ 316 ]         |
| 11.2020      | Harper's Bazaar Korea  | Кіхьон                                        | [ 317 ]         |
| 11.2020      | Singles Korea          | Хьонвон та Ай'Ем                              | [ 318 ]         |
| 11.2020      | The Star               | Хьонвон та Джехьо (Block B)                   | [ 319 ]         |
| 11.2020      | Esquire Korea          | Шону та Чжухані                               | [ 320 ]         |
| 12.2020      | Beauty+                | Шону                                          | [ 321 ]         |
| 12.2020      | Star & Style (@Star1)  | Хьонвон                                       | [ 322 ]         |
| 12.2020      | 1st Look               | Чжухані                                       | [ 323 ]         |
| 02.2021      | Beauty+                | Monsta X                                      | [ 324 ]         |
| 02.2021      | Vogue Korea            | Мінхьок та Ай'Ем                              | [ 325 ]         |
| 03.2021      | Arena Homme+ Korea     | Ай'Ем                                         | [ 326 ]         |
| 04.2021      | Elle Korea             | Шону                                          | [ 273 ]         |
| 04.2021      | Y MAGAZINE             | Шону та Мінхьок                               | [ 327 ]         |
| 04.2021      | Dazed & Confused Korea | Шону                                          | [ 328 ]         |

## Фільмографія

### Анімація та дорами
| Рік      | Телеканал       | Назва                                             | Роль           | Виконавці | Послання |
| Анімація | Анімація        | Анімація                                          | Анімація       | Анімація  | Анімація |
| -------- | --------------- | ------------------------------------------------- | -------------- | --------- | -------- |
| 2019     | Cartoon Network | We Bare Bears («Ми, звичайні ведмеді»)            | Камео          | Monsta X  | [ 329 ]  |
| Дорами   |                 |                                                   |                |           |          |
| 2015     | KBS2            | «Продюсер» (The Producers)                        | Камео          | Monsta X  | [ 330 ]  |
| 2015     | Naver TV Cast   | «Високоякісна любов» (High-End Crush)             | Камео          | Monsta X  | [ 331 ]  |
| 2016     | iQiyi           | «Доброго вечора, вчителю» (Good Evening, Teacher) | Камео          | Monsta X  | [ 332 ]  |
| 2017     | KBS2            | «Будь ласка, знайдіть її» (Please Find Her)       | Ік Су (Ik-Soo) | Хьонвон   | [ 333 ]  |
| 2017     | KBS2            | «Найкращий хіт» (Hit the Top)                     | Камео          | Monsta X  | [ 334 ]  |

### Реаліті-шоу
| Рік       | Телеканал    | Назва                                | Кількість епізодів                       | Прим.   |
| --------- | ------------ | ------------------------------------ | ---------------------------------------- | ------- |
| 2014-2015 | Mnet         | No.Mercy                             | 10                                       | [ 335 ] |
| 2015      | 1theK        | Deokspatch                           | 10                                       | [ 336 ] |
| 2015      | 1theK        | Deokspatch X                         | 7                                        | [ 337 ] |
| 2015      | 1theK        | Deokspatch X²                        | 8                                        | [ 338 ] |
| 2016      | 1theK        | Right Now!                           | 6                                        | [ 339 ] |
| 2017      | V Live       | No Exit Broadcast                    | Вихід нових епізодів триває (більше 200) | [ 340 ] |
| 2017      | JTBC2        | Monsta X-Ray                         | 6                                        | [ 341 ] |
| 2017      | JTBC2        | Monsta X-Ray 2                       | 8                                        | [ 341 ] |
| 2018      | JTBC2        | Monsta X-Ray 3                       | 8                                        | [ 342 ] |
| 2018      | Rakuten Viki | When You Call My Name                | 8                                        | [ 343 ] |
| 2019      | TWOTUCKGOM   | Monsta X's Puppy Day                 | 10                                       | [ 344 ] |
| 2020      | TWOTUCKGOM   | Monsta X's Day With TwoTuckBebe      | 10                                       | [ 345 ] |
| 2020      | TWOTUCKGOM   | Monsta X's Twinkle Together Glamping | 10                                       | [ 346 ] |
| 2020      | Seezn        | MONSTA X On Vacation Right Now       | 10                                       | [ 346 ] |
| 2020      | TWOTUCKGOM   | MONSTA X's Newtroland                | 7                                        | [ 347 ] |
| 2020      | Naver NOW    | VogueShip Show                       | ?                                        | [ 225 ] |
| 2020      | KakaoTV      | «Face ID»                            | 4                                        | [ 348 ] |

## Нагороди та номінації

### Музичні телешоу
| Телеканал | Шоу           | Дата       | Композиція   | Прим.   |
| --------- | ------------- | ---------- | ------------ | ------- |
| Mnet      | M!Countdown   | 01.11.2018 | «Shoot Out»  | [ 349 ] |
| Mnet      | M!Countdown   | 28.02.2019 | «Alligator»  | [ 350 ] |
| Mnet      | M!Countdown   | 07.11.2019 | «Follow»     | [ 351 ] |
| SBS MTV   | The Show      | 14.11.2017 | «Dramarama»  | [ 352 ] |
| SBS MTV   | The Show      | 17.04.2018 | «Jealousy»   | [ 353 ] |
| SBS MTV   | The Show      | 30.10.2018 | «Shoot Out»  | [ 354 ] |
| SBS MTV   | The Show      | 26.02.2019 | «Alligator»  | [ 355 ] |
| SBS MTV   | The Show      | 05.11.2019 | «Follow»     | [ 356 ] |
| SBS MTV   | The Show      | 02.06.2020 | «Fantasia»   | [ 357 ] |
| SBS MTV   | The Show      | 10.11.2020 | «Love Killa» | [ 208 ] |
| KBS       | Music Bank    | 02.11.2018 | «Shoot Out»  | [ 358 ] |
| KBS       | Music Bank    | 01.03.2019 | «Alligator»  | [ 359 ] |
| MBC Music | Show Champion | 31.10.2018 | «Shoot Out»  | [ 360 ] |
| MBC Music | Show Champion | 27.02.2019 | «Alligator»  | [ 361 ] |
| MBC Music | Show Champion | 11.11.2020 | «Love Killa» | [ 209 ] |

### Корейські нагороди
| Рік                            | Нагорода                                 | Номінант              | Результат          | Прим.              |
| Asia Artist Awards             | Asia Artist Awards                       | Asia Artist Awards    | Asia Artist Awards | Asia Artist Awards |
| ------------------------------ | ---------------------------------------- | --------------------- | ------------------ | ------------------ |
| 2017                           | Best Entertainer Award                   | Monsta X              | Перемога           | [ 362 ]            |
| 2017                           | Most Popular Artists (Singer)            | Monsta X              | Номінація          | [ 362 ]            |
| 2018                           | Artist of the Year — Music               | Monsta X              | Перемога           | [ 363 ]            |
| 2018                           | Best Icon Award (Singer)                 | Monsta X              | Перемога           | [ 363 ]            |
| 2020                           | Daesang Stage of the Year                | Monsta X              | Перемога           | [ 364 ]            |
| Gaon Chart Music Awards        |                                          |                       |                    |                    |
| 2016                           | New Artist of the Year                   | Monsta X              | Номінація          |                    |
| 2020                           | Album of the Year — 1st Quarter          | Take.2 We Are Here    | Номінація          | [ 365 ]            |
| 2020                           | Album of the Year — 4th Quarter          | Follow: Find You      | Номінація          | [ 365 ]            |
| 2020                           | World Hallyu Star                        | Monsta X              | Перемога           |                    |
| Golden Disc Awards             |                                          |                       |                    |                    |
| 2016                           | Disc Bonsang                             | Rush                  | Номінація          | [ 366 ]            |
| 2016                           | Best New Artist                          | Monsta X              | Номінація          | [ 366 ]            |
| 2016                           | Next Generation Artist                   | Monsta X              | Перемога           | [ 366 ]            |
| 2017                           | Disc Daesang                             | The Clan Pt.1Lost     | Номінація          | [ 366 ]            |
| 2017                           | Disc Bonsang                             | The Clan Pt.1Lost     | Номінація          | [ 366 ]            |
| 2017                           | Popularity Award                         | Monsta X              | Номінація          | [ 366 ]            |
| 2018                           | Disc Daesang                             | The Code              | Номінація          | [ 367 ]            |
| 2018                           | Disc Bonsang                             | The Code              | Перемога           | [ 367 ]            |
| 2018                           | Global Popularity Award                  | Monsta X              | Номінація          | [ 368 ]            |
| 2019                           | Disc Daesang                             | Take.1 Are You There? | Номінація          | [ 369 ]            |
| 2019                           | Disc Bonsang                             | Take.1 Are You There? | Перемога           | [ 369 ]            |
| 2019                           | Popularity Award                         | Monsta X              | Номінація          | [ 369 ]            |
| 2019                           | NetEase Most Popular K-pop Star          | Monsta X              | Номінація          | [ 369 ]            |
| 2020                           | Disc Daesang                             | Take.2 We Are Here    | Номінація          | [ 370 ]            |
| 2020                           | Disc Bonsang                             | Take.2 We Are Here    | Перемога           | [ 370 ]            |
| 2020                           | Most Popular Artist                      | Monsta X              | Перемога           | [ 370 ]            |
| 2021 (35-та церемонія)         | Disc Bonsang                             | FATAL LOVE            | Номінація          | [ 371 ]            |
| 2021 (35-та церемонія)         | Popularity Award                         | Monsta X              | Номінація          | [ 371 ]            |
| 2021 (35-та церемонія)         | Best Group Award                         | Monsta X              | Перемога           | [ 372 ]            |
| Genie Music Awards             |                                          |                       |                    |                    |
| 2019                           | The Performing Artist — Male             | Monsta X              | Номінація          | [ 373 ]            |
| Korea Popular Music Awards     |                                          |                       |                    |                    |
| 2018                           | Best Digital Song                        | «Jealousy»            | Номінація          | [ 374 ]            |
| 2018                           | Best Group Dance Track                   | «Jealousy»            | Номінація          | [ 374 ]            |
| 2018                           | Best Artist                              | Monsta X              | Номінація          | [ 374 ]            |
| 2018                           | Popularity Award                         | Monsta X              | Номінація          | [ 374 ]            |
| Melon Music Awards             |                                          |                       |                    |                    |
| 2015                           | Best New Male Artist                     | Monsta X              | Номінація          | [ 375 ]            |
| 2015                           | 1TheK Performance Award                  | Monsta X              | Перемога           | [ 375 ]            |
| 2020                           | Best Performance                         | Monsta X              | Перемога           | [ 376 ]            |
| Mnet Asian Music Awards (MAMA) |                                          |                       |                    |                    |
| 2015                           | Next Generation Asian Artist             | Monsta X              | Перемога           | [ 377 ]            |
| 2015                           | Best New Male Artist                     | Monsta X              | Номінація          | [ 377 ]            |
| 2016                           | Best of Next Artist Award (Male)         | Monsta X              | Перемога           | [ 378 ]            |
| 2016                           | Best Dance Performance — Male Group      | «All in»              | Номінація          | [ 378 ]            |
| 2017                           | Best Dance Performance — Male Group      | «Beautiful»           | Номінація          | [ 379 ]            |
| 2017                           | Song of the Year                         | «Beautiful»           | Номінація          | [ 379 ]            |
| 2017                           | Best Concert Performer                   | Monsta X              | Перемога           | [ 379 ]            |
| 2017                           | 2017 Favorite KPOP Star                  | Monsta X              | Номінація          | [ 379 ]            |
| 2018                           | Mwave Global Fans' Choice                | «Dramarama»           | Номінація          | [ 380 ]            |
| 2018                           | Song of the Year                         | «Shoot Out»           | Номінація          | [ 380 ]            |
| 2018                           | Best Dance Performance — Male Group      | «Shoot Out»           | Номінація          | [ 380 ]            |
| 2018                           | Worldwide Icon of the Year               | Monsta X              | Номінація          | [ 380 ]            |
| 2018                           | Worldwide Fans' Choice Top 10            | Monsta X              | Перемога           | [ 380 ]            |
| 2018                           | Style in Music                           | Monsta X              | Перемога           | [ 380 ]            |
| 2019                           | Artist of the Year                       | Monsta X              | Номінація          | [ 381 ]            |
| 2019                           | Best Male Group                          | Monsta X              | Номінація          | [ 381 ]            |
| 2019                           | Worldwide Icon of the Year               | Monsta X              | Номінація          | [ 381 ]            |
| 2019                           | Worldwide Fans' Choice Top 10            | Monsta X              | Перемога           | [ 381 ]            |
| 2019                           | World Performer                          | Monsta X              | Перемога           | [ 381 ]            |
| 2019                           | Song of the Year                         | «Alligator»           | Номінація          | [ 381 ]            |
| 2019                           | Best Dance Performance — Male Group      | «Alligator»           | Номінація          | [ 381 ]            |
| 2020                           | Artist of the Year                       | Monsta X              | Номінація          | [ 382 ]            |
| 2020                           | Best Male Group                          | Monsta X              | Номінація          | [ 382 ]            |
| 2020                           | Worldwide Fans' Choice Top 10            | Monsta X              | Номінація          | [ 382 ]            |
| 2020                           | Best Stage                               | Monsta X              | Перемога           | [ 383 ]            |
| Seoul Music Awards             |                                          |                       |                    |                    |
| 2016 (26-та церемонія)         | New Artist Award                         | Monsta X              | Номінація          | [ 384 ]            |
| 2016 (26-та церемонія)         | Male Dance Performance Award             | Monsta X              | Перемога           | [ 384 ]            |
| 2018 (27-та церемонія)         | Bonsang Award                            | Monsta X              | Номінація          | [ 385 ] [ 386 ]    |
| 2018 (27-та церемонія)         | Popularity Award                         | Monsta X              | Номінація          | [ 385 ] [ 386 ]    |
| 2018 (27-та церемонія)         | Hallyu Special Award                     | Monsta X              | Номінація          | [ 385 ] [ 386 ]    |
| 2018 (27-та церемонія)         | Discovery of the Year Award              | Monsta X              | Перемога           | [ 385 ] [ 386 ]    |
| 2019 (28-та церемонія)         | Bonsang Award                            | Monsta X              | Перемога           | [ 387 ] [ 388 ]    |
| 2019 (28-та церемонія)         | Popularity Award                         | Monsta X              | Номінація          | [ 387 ] [ 388 ]    |
| 2019 (28-та церемонія)         | Hallyu Special Award                     | Monsta X              | Номінація          | [ 387 ] [ 388 ]    |
| 2020 (29-та церемонія)         | Daesang Award                            | Monsta X              | Номінація          | [ 389 ]            |
| 2020 (29-та церемонія)         | Bonsang Award                            | Monsta X              | Перемога           | [ 390 ]            |
| 2020 (29-та церемонія)         | Popularity Award                         | Monsta X              | Номінація          | [ 391 ]            |
| 2020 (29-та церемонія)         | Hallyu Special Award                     | Monsta X              | Номінація          | [ 391 ]            |
| 2020 (29-та церемонія)         | QQ Music Most Popular K-Pop Artist Award | Monsta X              | Номінація          | [ 392 ]            |
| 2021 (30-та церемонія)         | Daesang Award                            | Monsta X              | Номінація          | [ 393 ]            |
| 2021 (30-та церемонія)         | Bonsang Award                            | Monsta X              | Перемога           | [ 394 ]            |
| Soribada Best K-Music Awards   |                                          |                       |                    |                    |
| 2017                           | Bonsang Award                            | Monsta X              | Перемога           | [ 395 ]            |
| 2017                           | Popularity Award                         | Monsta X              | Номінація          | [ 395 ]            |
| 2018                           | Bonsang Award                            | Monsta X              | Перемога           | [ 396 ]            |
| 2018                           | New Hallyu Artist Award                  | Monsta X              | Перемога           | [ 396 ]            |
| 2018                           | Hip Hop Artist Award                     | Monsta X              | Номінація          | [ 396 ]            |
| 2018                           | Popularity Award (Male)                  | Monsta X              | Номінація          | [ 396 ]            |
| 2018                           | Global Fandom Award                      | Monsta X              | Номінація          | [ 396 ]            |
| 2019                           | Bonsang Award                            | Monsta X              | Перемога           | [ 397 ]            |
| 2019                           | New Wave Award                           | Monsta X              | Перемога           | [ 397 ]            |
| 2019                           | Popularity Award (Male)                  | Monsta X              | Номінація          | [ 397 ]            |
| 2020                           | Global Artist Award                      | Monsta X              | Номінація          | [ 398 ]            |
| The Fact Music Awards          |                                          |                       |                    |                    |
| 2019                           | Best Performer                           | Monsta X              | Перемога           | [ 399 ]            |
| 2019                           | Artist of The Year Award                 | Monsta X              | Перемога           | [ 399 ]            |
| 2020                           | Year's Artist                            | Monsta X              | Перемога           | [ 400 ]            |
| APAN Music Awards              |                                          |                       |                    |                    |
| 2021                           | Top 10 Award                             | Monsta X              | Перемога           | [ 401 ]            |
| 2021                           | Represent Song of the Year               | Monsta X              | Перемога           | [ 401 ]            |
| Asia Model Awards              |                                          |                       |                    |                    |
| 2020                           | Asia Star Award — Singer                 | Monsta X              | Перемога           | [ 402 ]            |

### Міжнародні нагороди
| Рік                     | Нагорода                    | Номінант                              | Результат          | Прим.              |
| Teen Choice Awards      | Teen Choice Awards          | Teen Choice Awards                    | Teen Choice Awards | Teen Choice Awards |
| ----------------------- | --------------------------- | ------------------------------------- | ------------------ | ------------------ |
| 2017                    | Choice International Artist | Monsta X                              | Номінація          | [ 403 ]            |
| BreakTudo Awards        |                             |                                       |                    |                    |
| 2018                    | Grupo Masculino de K-pop    | Monsta X                              | Номінація          | [ 404 ]            |
| 2018                    | Grupo de K-pop Favorito     | Monsta X                              | Номінація          | [ 404 ]            |
| 2019                    | Grupo Masculino de K-pop    | Monsta X                              | Номінація          | [ 405 ]            |
| 2020                    | Grupo Masculino de K-pop    | Monsta X                              | Номінація          | [ 406 ]            |
| MTV Europe Music Awards |                             |                                       |                    |                    |
| 2019                    | Best Group                  | Monsta X                              | Номінація          | [ 407 ]            |
| MTV Video Music Awards  |                             |                                       |                    |                    |
| 2019                    | Best K-pop                  | «Who Do U Love?» feat. French Montana | Номінація          | [ 408 ]            |
| 2020                    | Best K-pop                  | «Someone's Someone»                   | Номінація          | [ 409 ]            |
| Bravo Otto              |                             |                                       |                    |                    |
| 2019                    | Best K-pop                  | Monsta X                              | Номінація          | [ 410 ]            |
| 2020                    | Best K-pop                  | Monsta X                              | Номінація          | [ 411 ]            |

### Інші нагороди
| Рік                            | Нагорода                           | Номінант                       | Результат                      | Прим.                          |
| MBC Music Show Champion Awards | MBC Music Show Champion Awards     | MBC Music Show Champion Awards | MBC Music Show Champion Awards | MBC Music Show Champion Awards |
| ------------------------------ | ---------------------------------- | ------------------------------ | ------------------------------ | ------------------------------ |
| 2015                           | Best Audience Rating Stage         | Monsta X                       | Номінація                      | [ 412 ]                        |
| Arirang TV Simply K-Pop Awards |                                    |                                |                                |                                |
| 2015                           | Best Rising Star Boy Group         | Monsta X                       | Перемога                       | [ 413 ]                        |
| V Live Awards                  |                                    |                                |                                |                                |
| 2017                           | Global Artist Top 10               | Monsta X                       | Перемога                       | [ 414 ]                        |
| 2018                           | Global Artist Top 10               | Monsta X                       | Перемога                       | [ 414 ]                        |
| 2019                           | Artist Top 10                      | Monsta X                       | Номінація                      | [ 415 ]                        |
| 2019                           | Best Channel — 1 million followers | Monsta X                       | Номінація                      | [ 415 ]                        |
| 2019                           | Global Artist Top 12               | Monsta X                       | Перемога                       | [ 416 ]                        |
| 2019                           | The Most Loved Artist              | Monsta X                       | Номінація                      | [ 416 ]                        |
| 2019                           | Global Partnership Award           | Monsta X                       | Перемога                       | [ 417 ]                        |
| Korea First Brand Awards       |                                    |                                |                                |                                |
| 2017                           | Male Idol                          | Monsta X                       | Перемога                       | [ 418 ]                        |
| Soompi Awards                  |                                    |                                |                                |                                |
| 2018                           | Breakout Artist                    | Monsta X                       | Перемога                       | [ 419 ]                        |
| Dong-A.com's Pick              |                                    |                                |                                |                                |
| 2018                           | Gold Award                         | Monsta X                       | Перемога                       | [ 420 ]                        |
| TENSTAR TTA (TOP TEN Awards)   |                                    |                                |                                |                                |
| 2020                           | First-place (#1) for TTA US region | Monsta X                       | Перемога                       | [ 421 ]                        |
| EuroKpop Awards                |                                    |                                |                                |                                |
| 2020                           | Best Male Group                    | Monsta X                       | Перемога                       | [ 422 ]                        |

### Державні нагороди
| Рік  | Країна         | Нагорода                                             | Номінант | Прим.   |
| ---- | -------------- | ---------------------------------------------------- | -------- | ------- |
| 2019 | Південна Корея | Minister of Culture, Sports and Tourism Commendation | Monsta X | [ 423 ] |

## Нотатки
1. ↑  Take.1 Are You There? (2018) та Take.2 We Are Here (2019) рахуються як дві частини другого за рахунком повнофрматного альбому
2. ↑    1. 9 - God Damn, #17 - Howlin', #19 - Happy To Die, #20 - 시든 꽃 (Flower-ed), #21 - Burn